# Китира (пролив)
Ки́тира — пролив между греческими островами Китира на севере и Андикитира на востоке, территориально входящие в состав периферии Аттика. Соединяет Эгейское и Ионическое моря, с западным направления течений со скоростью 1-2 км/ч. Ограничен мысами Капело (остров Китара) и Кефали (остров Андикитара).
Ширина около 31 км, глубина до 165 м.